# Leucochrysa (Leucochrysa) pretiosa
Leucochrysa (Leucochrysa) pretiosa is een insect uit de familie van de gaasvliegen (Chrysopidae), die tot de orde netvleugeligen (Neuroptera) behoort. 
Leucochrysa (Leucochrysa) pretiosa is voor het eerst wetenschappelijk beschreven door Banks in 1910.